# Veronica Gervaso
Veronica Gervaso (Roma, 13 gennaio 1974) è una giornalista e conduttrice televisiva italiana.

## Biografia
Veronica Gervaso è nata il 13 gennaio 1974 a Roma, figlia del giornalista e scrittore Roberto Gervaso (1937-2020).

## Carriera
Veronica Gervaso nel 1993 inizia la sua carriera giornalistica lavorando nella redazione romana de L'Indipendente.
Nel 1995 viene assunta nella redazione politica del TG5 di Roma, sotto la direzione di Enrico Mentana. Due anni dopo, nel 1997, diventa giornalista professionista.
Nel 1999 si è spostata a New York dove ha lavorato nella redazione dell'ABC, per poi rientrare a Roma e proseguire la sua attività di cronista parlamentare.
Nel 2003 si trasferisce nella redazione milanese del TG5, dove, oltre all'attività di inviata, conduceva dal 2007 al 2010 l'edizione delle 18:00 chiamata TG5 Minuti. Dal dicembre 2011 al 2014 conduceva le varie edizioni del notiziario del canale all news di Mediaset TGcom24, oltre ad essere inviata sui principali avvenimenti di politica ed economia.
Dal 3 novembre 2014 al 2016 e nuovamente dal 2021, conduce il TG5 Prima Pagina. Nel 2015 e nel 2016 e nuovamente dal 2022, conduce l'edizione delle 8:00 del TG5 e oltre alla conduzione del telegiornale ricopre anche il ruolo di inviata.

## Vita privata
Veronica Gervaso ha tre figli maschi. Dal 2020 è sposata con Carlo Bonomi, ex presidente di Confindustria.

## Programmi televisivi
- TG5 Minuti (Canale 5, 2007-2010)
- TG5 Prima Pagina (Canale 5, 2014-2016, dal 2021)
- TG5 (Canale 5, 2015-2016, dal 2022)

## Redazioni
- TG5 (dal 1995)
- ABC (1999)
- TGcom24 (2011-2014)